# Idea (супермаркет)
Idea је бренд у саставу Mercator-S, малопродајног трговинског ланца на тржишту Србије. Кроз мали и супер формат Idea је намењена свакодневним куповинама.

## Историја
Своју прву продавницу, тада у власништву хрватског Agrokor-а отворила је 2005. Након што су се 2014. спојили Mercator-S и Idea, Idea је постала део Меркатор групе, а од априла 2021. године интегрални је део малопродаје Фортенове групе. У 2022. компанија има у мрежи скоро 300 малопродајних Idea и Idea Super објеката у скоро 100 градова Србије.
Осим малопродајних објеката, купцима је на располагању Idea интернет продавница и омогућава им online наручивање артикала из Idea асортимана.
Уз продају производа домаћих и светских брендова у малопродајним објектима и путем интернет продавнице, Idea је развила и своју трговачку робну марку K Plus која у свом асортиману броји више од 2.000 производа. Робна марка K Plus је према истраживањима агенције GfK један од најпрепознатљивијих брендова у Србији.
Као део Фортенове групе, Idea у својству партнера и организатора учествује у многим хуманитарним акцијама међу којима је најпознатија „Idea караван”.

## Стандарди квалитета
У све продајне објекте малопродаје Idea, Roda и Mercator и велепродаје имплементирани су захтеви четири међународна стандарда за које друштво Mercator-S д.о.о. поседује сертификате које је доделила сертификацијска кућа Quality Austria Center из Београда:
- сертификат ISO 9001:2015 за систем менаџмента квалитетом.
- сертификат ISO 14001:2015 за систем управљања заштитом животне средине.[5][6]
- сертификат ISO 10002:2018 за систем менаџмента квалитетом — Задовољство корисника — Смернице за поступање по приговорима у организацијама.
- сертификат HACCP система (систем безбедности и хигијене хране).